# Tinodes tohmei
Tinodes tohmei är en nattsländeart som beskrevs av Lazar Botosaneanu och Dia 1983. Tinodes tohmei ingår i släktet Tinodes och familjen tunnelnattsländor. Inga underarter finns listade i Catalogue of Life.